# Medalla de Suvórov
La Medalla de Suvórov (en ruso: «Медаль Суворова») es una condecoración estatal de la Federación de Rusia, nombrada en honor al mariscal de campo ruso el conde Aleksandr Vasílievich Suvórov (1729-1800), y otorgada a los miembros de las Fuerzas Armadas Terrestres de Rusia por su valentía en combate. 

## Historia
La Medalla de Suvórov se estableció para llenar un vacío en el sistema de premios de la Federación de Rusia después de la formación de una Fuerza Armadas Terrestres de Rusia independiente. Es el equivalente en el ejército de tierra de la Medalla naval de Ushakov y la Medalla de Nésterov para la Fuerza Aérea de Rusia.
La medalla fue establecida el 2 de marzo de 1994 por el Decreto Presidencial n.º 442 y otorgado por primera vez al año siguiente. Su estatuto fue reformado en dos oportunidades, por los decretos presidenciales N.º 19 del 6 de enero de 1999, y N.º 1099 del 7 de septiembre de 2010, que reordenó por completo el sistema de distinciones y condecoraciones de la Federación de Rusia.

## Estatuto de concesión
La Medalla de Suvorov se otorga a los soldados por la valentía y el coraje mostrados durante las operaciones terrestres en defensa de la Patria y de los intereses públicos de la Federación de Rusia, durante el desempeño del servicio de combate y el deber de combate, durante los ejercicios o maniobras, mientras están de servicio, por la protección de las fronteras estatales de la Federación Rusa, así como por su excelente desempeño en el entrenamiento de combate y en el mantenimiento de la preparación militar.
La Medalla se lleva en el lado izquierdo del pecho y, en presencia de otras órdenes y medallas de la Federación de Rusia, se colocaba después de la Medalla a la Valentía.
Cada medalla se entrega con un pequeño certificado de premio, este certificado se presentaba en forma de una pequeña libreta de unos 8 cm por 11 cm con el nombre del premio, los datos del destinatario y un sello oficial y una firma en el interior.

## Descripción

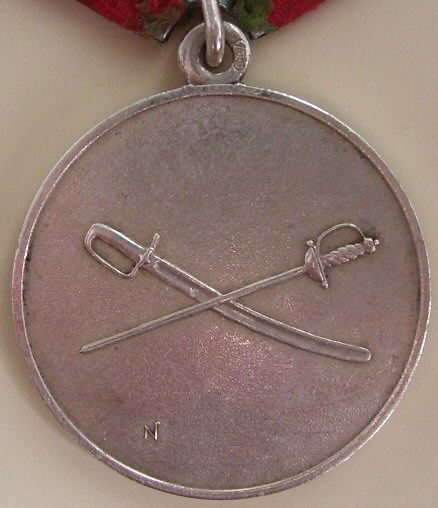
Reverso de la medalla

Es una medalla de plata circular de 32 mm de diámetro con un borde elevado por ambos lados.
En el centro del anverso está el busto de perfil izquierdo del mariscal de campo Alexandr Suvórov. Debajo del busto cerca del borde inferior, dos hojas de laurel en relieve. En el borde izquierdo, la inscripción en relieve «ALEXANDER» (en ruso, «АЛЕКСАНДР»), en el borde derecho, la inscripción en relieve «SUVOROV» (en ruso, «СУВОРОВ»). En el centro del reverso, una espada cruzada con un sable apuntando hacia abajo. Debajo de la espada y del sable a la izquierda, una letra "N" con una línea horizontal reservada para el número de serie del premio. Debajo de la línea, la marca del fabricante.
La medalla está conectada con un ojal y un anillo a un bloque pentagonal cubierto con una cinta de muaré de seda roja superpuesta de 24 mm de ancho con franjas verdes de borde de 3 mm de ancho.